# Alvarezsauridae
Los alvarezsáuridos (Alvarezsauridae) son una familia de dinosaurios terópodos ornitomimiformes, que vivieron en el Cretácico superior (hace aproximadamente 89 y 71 millones de años, desde el Turoniense hasta el Campaniense), en lo que hoy es Argentina y Mongolia y probablemente en Australia y Rumanía.

## Descripción
Los alvarezsáuridos son una enigmática familia de dinosaurios pequeños y medianos, de largas patas, estrechamente emparentados con las aves. La longitud de los alvarezsáuridos oscilaba entre 0,5 y 2 m, aunque un miembro pudo haber sido substancialmente más grande, el heptasteornis europeo, también llamado elopterix, que pudo haber alcanzado los 2,5 m de longitud.
Se sabe que al menos una especie de alvarezsáurido, shuvuia, poseía plumas. La familia es reconocida por tener cráneos ligeros y estilizados, con brazos fuertes y cortos armados con una garra grande cada uno. Antes del descubrimiento de shuvuia, mononico era la especie más completa, y basándose en ésta, se creía que la mano de los alvarezsáuridos tenía un único dedo, de gran tamaño relativo. Ahora se sabe que la mayoría de los alvarezsáuridos probablemente nunca perdieron los otros dos dedos, aunque éstos se habrían atrofiado casi totalmente. El género Alvarezsaurus, y la familia Alvaresauridae fueron nombrados en honor al historiador argentino Don Gregorio Álvarez.

## Historia
El alvarezsaurio, descubierto en Argentina, fue el primer ejemplar de la familia en ser descubierto, y fue utilizado en 1991 por José Bonaparte como ancla taxonómica de grupo y de su clado, Alvarezsauria, que fue clasificada como perteneciente al infraorden Ceratosauria. En 1993, el dinosaurio semejante a pájaro mononico fue nombrado por Perle, Clark y Norell, y colocado en una familia separada, Mononykidae. Fue la descripción de 1996 del patagónico, claramente un acoplamiento entre el alvarezsaurio, básico y más primitivo, y el mononico, derivado y más avanzado, lo que comenzó a clarificar su relación. 
El parvicursor fue descubierto poco después, y ubicado en su propia familia Parvicursoridae, seguido por shuvuia en 1998. Todos han estado desde entonces agrupados bajo la familia Alvarezsauridae, como Mononykinae persistiendo como una subfamilia. Su posición cladística exacta es incierta. Los alvarezsáuridos también se lo ha relacionado con los ornitomímidos, y futuros descubrimientos podrían demostrar la efectiva existencia de un vínculo fuerte entre los alvarezsáuridos y ornitomímidos. La clasificación es difícil porque los especímenes conocidos son todas formas muy derivadas del Cretácico tardío, lo que proporciona poca información acerca de la manera en que se desarrollaron las formas tempranas del grupo.
En esto, las formas de Argentina parecen ser más basales que las asiáticas y, por ello, interesantes filogenéticamente. En especial Alnashetri cerropoliciensis, pequeño alvarezsauroideo de inicios del Cretácico Superior (Cenomaniense) de Patagonia. Bonapartenykus ultimus, otra forma interesante, es mucho más joven, de fines del Campaniense, y ha sido hallada en asociación a huevos, que se conocen ahora como Arriagadoolithidae.

## Sistemática
Alvarezsauridae se define como el clado más inclusivo que contiene al Shuvuuia deserti (Chiape et al.,1998) pero no al Ornithomimus edmontonicus (Sternberg), al Tyrannosaurus rex ( Osborn, 1905), al Therizinosaurus cheloniformis Maleev, 1954, al Oviraptor philoceratops ( Osborn, 1924), al Troodon formosus (Leidy, 1856) y al Passer domesticus (Linneo, 1758). 

### Taxonomía
- Familia Alvarezsauridae
  - Achillesaurus
  - Alnashetri
  - Bonapartenykus
  - Shuvuuia
  - Alvarezsaurus
  - Albertonykus
  - Heptasteornis
  - Linhenykus
  - Subfamilia Mononykinae
    - Ceratonykus
    - Mononykus
    - Parvicursor
    - Albinykus
    - Patagonykus

### Mononykinae
Mononykinae es una subfamilia de dinosaurios terópodos alvarezsáuridos que vivió en el Cretácico superior (hace aproximadamente 84 y 71 millones de años, en el Campaniense), en lo que es hoy Mongolia. En 1998 el paleontólogo Luis Chiape y su grupo lo definieron como el clado menos inclusivo que incluye a Mononykus olecranus  (Perle et al., 1993) y   Shuvuuia deserti (Chiape et al,1998).

### Filogenia
Cladograma según Xu et al. en 2011:
|  | Albertonykus                        |
|  |                                     |
|  | alvarezsaurio sin nombre (YPM 1049) |
|  |                                     |

|  | Parvicursor                      |
|  |                                  |
|  | alvarezsaurio de Tugriken Shireh |
|  |                                  |

|  | Shuvuuia  |
|  |           |
|  | Mononykus |
|  |           |

|  | Parvicursor                      |
|  |                                  |
|  | alvarezsaurio de Tugriken Shireh |
|  |                                  |

|  | Shuvuuia  |
|  |           |
|  | Mononykus |
|  |           |

|  | Parvicursor                      |
|  |                                  |
|  | alvarezsaurio de Tugriken Shireh |
|  |                                  |

|  | Shuvuuia  |
|  |           |
|  | Mononykus |
|  |           |

|  | Parvicursor                      |
|  |                                  |
|  | alvarezsaurio de Tugriken Shireh |
|  |                                  |

|  | Shuvuuia  |
|  |           |
|  | Mononykus |
|  |           |

|  | Albertonykus                        |
|  |                                     |
|  | alvarezsaurio sin nombre (YPM 1049) |
|  |                                     |

|  | Parvicursor                      |
|  |                                  |
|  | alvarezsaurio de Tugriken Shireh |
|  |                                  |

|  | Shuvuuia  |
|  |           |
|  | Mononykus |
|  |           |

|  | Parvicursor                      |
|  |                                  |
|  | alvarezsaurio de Tugriken Shireh |
|  |                                  |

|  | Shuvuuia  |
|  |           |
|  | Mononykus |
|  |           |

|  | Parvicursor                      |
|  |                                  |
|  | alvarezsaurio de Tugriken Shireh |
|  |                                  |

|  | Shuvuuia  |
|  |           |
|  | Mononykus |
|  |           |

|  | Parvicursor                      |
|  |                                  |
|  | alvarezsaurio de Tugriken Shireh |
|  |                                  |

|  | Shuvuuia  |
|  |           |
|  | Mononykus |
|  |           |

|  | Albertonykus                        |
|  |                                     |
|  | alvarezsaurio sin nombre (YPM 1049) |
|  |                                     |

|  | Parvicursor                      |
|  |                                  |
|  | alvarezsaurio de Tugriken Shireh |
|  |                                  |

|  | Shuvuuia  |
|  |           |
|  | Mononykus |
|  |           |

|  | Parvicursor                      |
|  |                                  |
|  | alvarezsaurio de Tugriken Shireh |
|  |                                  |

|  | Shuvuuia  |
|  |           |
|  | Mononykus |
|  |           |

|  | Parvicursor                      |
|  |                                  |
|  | alvarezsaurio de Tugriken Shireh |
|  |                                  |

|  | Shuvuuia  |
|  |           |
|  | Mononykus |
|  |           |

|  | Parvicursor                      |
|  |                                  |
|  | alvarezsaurio de Tugriken Shireh |
|  |                                  |

|  | Shuvuuia  |
|  |           |
|  | Mononykus |
|  |           |

|  | Albertonykus                        |
|  |                                     |
|  | alvarezsaurio sin nombre (YPM 1049) |
|  |                                     |

|  | Parvicursor                      |
|  |                                  |
|  | alvarezsaurio de Tugriken Shireh |
|  |                                  |

|  | Shuvuuia  |
|  |           |
|  | Mononykus |
|  |           |

|  | Parvicursor                      |
|  |                                  |
|  | alvarezsaurio de Tugriken Shireh |
|  |                                  |

|  | Shuvuuia  |
|  |           |
|  | Mononykus |
|  |           |

|  | Parvicursor                      |
|  |                                  |
|  | alvarezsaurio de Tugriken Shireh |
|  |                                  |

|  | Shuvuuia  |
|  |           |
|  | Mononykus |
|  |           |

|  | Parvicursor                      |
|  |                                  |
|  | alvarezsaurio de Tugriken Shireh |
|  |                                  |

|  | Shuvuuia  |
|  |           |
|  | Mononykus |
|  |           |

|  | Albertonykus                        |
|  |                                     |
|  | alvarezsaurio sin nombre (YPM 1049) |
|  |                                     |

|  | Parvicursor                      |
|  |                                  |
|  | alvarezsaurio de Tugriken Shireh |
|  |                                  |

|  | Shuvuuia  |
|  |           |
|  | Mononykus |
|  |           |

|  | Parvicursor                      |
|  |                                  |
|  | alvarezsaurio de Tugriken Shireh |
|  |                                  |

|  | Shuvuuia  |
|  |           |
|  | Mononykus |
|  |           |

|  | Parvicursor                      |
|  |                                  |
|  | alvarezsaurio de Tugriken Shireh |
|  |                                  |

|  | Shuvuuia  |
|  |           |
|  | Mononykus |
|  |           |

|  | Parvicursor                      |
|  |                                  |
|  | alvarezsaurio de Tugriken Shireh |
|  |                                  |

|  | Shuvuuia  |
|  |           |
|  | Mononykus |
|  |           |

|  | Albertonykus                        |
|  |                                     |
|  | alvarezsaurio sin nombre (YPM 1049) |
|  |                                     |

|  | Parvicursor                      |
|  |                                  |
|  | alvarezsaurio de Tugriken Shireh |
|  |                                  |

|  | Shuvuuia  |
|  |           |
|  | Mononykus |
|  |           |

|  | Parvicursor                      |
|  |                                  |
|  | alvarezsaurio de Tugriken Shireh |
|  |                                  |

|  | Shuvuuia  |
|  |           |
|  | Mononykus |
|  |           |

|  | Parvicursor                      |
|  |                                  |
|  | alvarezsaurio de Tugriken Shireh |
|  |                                  |

|  | Shuvuuia  |
|  |           |
|  | Mononykus |
|  |           |

|  | Parvicursor                      |
|  |                                  |
|  | alvarezsaurio de Tugriken Shireh |
|  |                                  |

|  | Shuvuuia  |
|  |           |
|  | Mononykus |
|  |           |

|  | Albertonykus                        |
|  |                                     |
|  | alvarezsaurio sin nombre (YPM 1049) |
|  |                                     |

|  | Parvicursor                      |
|  |                                  |
|  | alvarezsaurio de Tugriken Shireh |
|  |                                  |

|  | Shuvuuia  |
|  |           |
|  | Mononykus |
|  |           |

|  | Parvicursor                      |
|  |                                  |
|  | alvarezsaurio de Tugriken Shireh |
|  |                                  |

|  | Shuvuuia  |
|  |           |
|  | Mononykus |
|  |           |

|  | Parvicursor                      |
|  |                                  |
|  | alvarezsaurio de Tugriken Shireh |
|  |                                  |

|  | Shuvuuia  |
|  |           |
|  | Mononykus |
|  |           |

|  | Parvicursor                      |
|  |                                  |
|  | alvarezsaurio de Tugriken Shireh |
|  |                                  |

|  | Shuvuuia  |
|  |           |
|  | Mononykus |
|  |           |

|  | Albertonykus                        |
|  |                                     |
|  | alvarezsaurio sin nombre (YPM 1049) |
|  |                                     |

|  | Parvicursor                      |
|  |                                  |
|  | alvarezsaurio de Tugriken Shireh |
|  |                                  |

|  | Shuvuuia  |
|  |           |
|  | Mononykus |
|  |           |

|  | Parvicursor                      |
|  |                                  |
|  | alvarezsaurio de Tugriken Shireh |
|  |                                  |

|  | Shuvuuia  |
|  |           |
|  | Mononykus |
|  |           |

|  | Parvicursor                      |
|  |                                  |
|  | alvarezsaurio de Tugriken Shireh |
|  |                                  |

|  | Shuvuuia  |
|  |           |
|  | Mononykus |
|  |           |

|  | Parvicursor                      |
|  |                                  |
|  | alvarezsaurio de Tugriken Shireh |
|  |                                  |

|  | Shuvuuia  |
|  |           |
|  | Mononykus |
|  |           |

|  | Albertonykus                        |
|  |                                     |
|  | alvarezsaurio sin nombre (YPM 1049) |
|  |                                     |

|  | Parvicursor                      |
|  |                                  |
|  | alvarezsaurio de Tugriken Shireh |
|  |                                  |

|  | Shuvuuia  |
|  |           |
|  | Mononykus |
|  |           |

|  | Parvicursor                      |
|  |                                  |
|  | alvarezsaurio de Tugriken Shireh |
|  |                                  |

|  | Shuvuuia  |
|  |           |
|  | Mononykus |
|  |           |

|  | Parvicursor                      |
|  |                                  |
|  | alvarezsaurio de Tugriken Shireh |
|  |                                  |

|  | Shuvuuia  |
|  |           |
|  | Mononykus |
|  |           |

|  | Parvicursor                      |
|  |                                  |
|  | alvarezsaurio de Tugriken Shireh |
|  |                                  |

|  | Shuvuuia  |
|  |           |
|  | Mononykus |
|  |           |

|  | Albertonykus                        |
|  |                                     |
|  | alvarezsaurio sin nombre (YPM 1049) |
|  |                                     |

|  | Parvicursor                      |
|  |                                  |
|  | alvarezsaurio de Tugriken Shireh |
|  |                                  |

|  | Shuvuuia  |
|  |           |
|  | Mononykus |
|  |           |

|  | Parvicursor                      |
|  |                                  |
|  | alvarezsaurio de Tugriken Shireh |
|  |                                  |

|  | Shuvuuia  |
|  |           |
|  | Mononykus |
|  |           |

|  | Parvicursor                      |
|  |                                  |
|  | alvarezsaurio de Tugriken Shireh |
|  |                                  |

|  | Shuvuuia  |
|  |           |
|  | Mononykus |
|  |           |

|  | Parvicursor                      |
|  |                                  |
|  | alvarezsaurio de Tugriken Shireh |
|  |                                  |

|  | Shuvuuia  |
|  |           |
|  | Mononykus |
|  |           |

|  | Albertonykus                        |
|  |                                     |
|  | alvarezsaurio sin nombre (YPM 1049) |
|  |                                     |

|  | Parvicursor                      |
|  |                                  |
|  | alvarezsaurio de Tugriken Shireh |
|  |                                  |

|  | Shuvuuia  |
|  |           |
|  | Mononykus |
|  |           |

|  | Parvicursor                      |
|  |                                  |
|  | alvarezsaurio de Tugriken Shireh |
|  |                                  |

|  | Shuvuuia  |
|  |           |
|  | Mononykus |
|  |           |

|  | Parvicursor                      |
|  |                                  |
|  | alvarezsaurio de Tugriken Shireh |
|  |                                  |

|  | Shuvuuia  |
|  |           |
|  | Mononykus |
|  |           |

|  | Parvicursor                      |
|  |                                  |
|  | alvarezsaurio de Tugriken Shireh |
|  |                                  |

|  | Shuvuuia  |
|  |           |
|  | Mononykus |
|  |           |

|  | Albertonykus                        |
|  |                                     |
|  | alvarezsaurio sin nombre (YPM 1049) |
|  |                                     |

|  | Parvicursor                      |
|  |                                  |
|  | alvarezsaurio de Tugriken Shireh |
|  |                                  |

|  | Shuvuuia  |
|  |           |
|  | Mononykus |
|  |           |

|  | Parvicursor                      |
|  |                                  |
|  | alvarezsaurio de Tugriken Shireh |
|  |                                  |

|  | Shuvuuia  |
|  |           |
|  | Mononykus |
|  |           |

|  | Parvicursor                      |
|  |                                  |
|  | alvarezsaurio de Tugriken Shireh |
|  |                                  |

|  | Shuvuuia  |
|  |           |
|  | Mononykus |
|  |           |

|  | Parvicursor                      |
|  |                                  |
|  | alvarezsaurio de Tugriken Shireh |
|  |                                  |

|  | Shuvuuia  |
|  |           |
|  | Mononykus |
|  |           |

|  | Albertonykus                        |
|  |                                     |
|  | alvarezsaurio sin nombre (YPM 1049) |
|  |                                     |

|  | Parvicursor                      |
|  |                                  |
|  | alvarezsaurio de Tugriken Shireh |
|  |                                  |

|  | Shuvuuia  |
|  |           |
|  | Mononykus |
|  |           |

|  | Parvicursor                      |
|  |                                  |
|  | alvarezsaurio de Tugriken Shireh |
|  |                                  |

|  | Shuvuuia  |
|  |           |
|  | Mononykus |
|  |           |

|  | Parvicursor                      |
|  |                                  |
|  | alvarezsaurio de Tugriken Shireh |
|  |                                  |

|  | Shuvuuia  |
|  |           |
|  | Mononykus |
|  |           |

|  | Parvicursor                      |
|  |                                  |
|  | alvarezsaurio de Tugriken Shireh |
|  |                                  |

|  | Shuvuuia  |
|  |           |
|  | Mononykus |
|  |           |

|  | Albertonykus                        |
|  |                                     |
|  | alvarezsaurio sin nombre (YPM 1049) |
|  |                                     |

|  | Parvicursor                      |
|  |                                  |
|  | alvarezsaurio de Tugriken Shireh |
|  |                                  |

|  | Shuvuuia  |
|  |           |
|  | Mononykus |
|  |           |

|  | Parvicursor                      |
|  |                                  |
|  | alvarezsaurio de Tugriken Shireh |
|  |                                  |

|  | Shuvuuia  |
|  |           |
|  | Mononykus |
|  |           |

|  | Parvicursor                      |
|  |                                  |
|  | alvarezsaurio de Tugriken Shireh |
|  |                                  |

|  | Shuvuuia  |
|  |           |
|  | Mononykus |
|  |           |

|  | Parvicursor                      |
|  |                                  |
|  | alvarezsaurio de Tugriken Shireh |
|  |                                  |

|  | Shuvuuia  |
|  |           |
|  | Mononykus |
|  |           |

|  | Albertonykus                        |
|  |                                     |
|  | alvarezsaurio sin nombre (YPM 1049) |
|  |                                     |

|  | Parvicursor                      |
|  |                                  |
|  | alvarezsaurio de Tugriken Shireh |
|  |                                  |

|  | Shuvuuia  |
|  |           |
|  | Mononykus |
|  |           |

|  | Parvicursor                      |
|  |                                  |
|  | alvarezsaurio de Tugriken Shireh |
|  |                                  |

|  | Shuvuuia  |
|  |           |
|  | Mononykus |
|  |           |

|  | Parvicursor                      |
|  |                                  |
|  | alvarezsaurio de Tugriken Shireh |
|  |                                  |

|  | Shuvuuia  |
|  |           |
|  | Mononykus |
|  |           |

|  | Parvicursor                      |
|  |                                  |
|  | alvarezsaurio de Tugriken Shireh |
|  |                                  |

|  | Shuvuuia  |
|  |           |
|  | Mononykus |
|  |           |

|  | Albertonykus                        |
|  |                                     |
|  | alvarezsaurio sin nombre (YPM 1049) |
|  |                                     |

|  | Parvicursor                      |
|  |                                  |
|  | alvarezsaurio de Tugriken Shireh |
|  |                                  |

|  | Shuvuuia  |
|  |           |
|  | Mononykus |
|  |           |

|  | Parvicursor                      |
|  |                                  |
|  | alvarezsaurio de Tugriken Shireh |
|  |                                  |

|  | Shuvuuia  |
|  |           |
|  | Mononykus |
|  |           |

|  | Parvicursor                      |
|  |                                  |
|  | alvarezsaurio de Tugriken Shireh |
|  |                                  |

|  | Shuvuuia  |
|  |           |
|  | Mononykus |
|  |           |

|  | Parvicursor                      |
|  |                                  |
|  | alvarezsaurio de Tugriken Shireh |
|  |                                  |

|  | Shuvuuia  |
|  |           |
|  | Mononykus |
|  |           |

|  | Albertonykus                        |
|  |                                     |
|  | alvarezsaurio sin nombre (YPM 1049) |
|  |                                     |

|  | Parvicursor                      |
|  |                                  |
|  | alvarezsaurio de Tugriken Shireh |
|  |                                  |

|  | Shuvuuia  |
|  |           |
|  | Mononykus |
|  |           |

|  | Parvicursor                      |
|  |                                  |
|  | alvarezsaurio de Tugriken Shireh |
|  |                                  |

|  | Shuvuuia  |
|  |           |
|  | Mononykus |
|  |           |

|  | Parvicursor                      |
|  |                                  |
|  | alvarezsaurio de Tugriken Shireh |
|  |                                  |

|  | Shuvuuia  |
|  |           |
|  | Mononykus |
|  |           |

|  | Parvicursor                      |
|  |                                  |
|  | alvarezsaurio de Tugriken Shireh |
|  |                                  |

|  | Shuvuuia  |
|  |           |
|  | Mononykus |
|  |           |

|  | Albertonykus                        |
|  |                                     |
|  | alvarezsaurio sin nombre (YPM 1049) |
|  |                                     |

|  | Parvicursor                      |
|  |                                  |
|  | alvarezsaurio de Tugriken Shireh |
|  |                                  |

|  | Shuvuuia  |
|  |           |
|  | Mononykus |
|  |           |

|  | Parvicursor                      |
|  |                                  |
|  | alvarezsaurio de Tugriken Shireh |
|  |                                  |

|  | Shuvuuia  |
|  |           |
|  | Mononykus |
|  |           |

|  | Parvicursor                      |
|  |                                  |
|  | alvarezsaurio de Tugriken Shireh |
|  |                                  |

|  | Shuvuuia  |
|  |           |
|  | Mononykus |
|  |           |

|  | Parvicursor                      |
|  |                                  |
|  | alvarezsaurio de Tugriken Shireh |
|  |                                  |

|  | Shuvuuia  |
|  |           |
|  | Mononykus |
|  |           |

|  | Albertonykus                        |
|  |                                     |
|  | alvarezsaurio sin nombre (YPM 1049) |
|  |                                     |

|  | Parvicursor                      |
|  |                                  |
|  | alvarezsaurio de Tugriken Shireh |
|  |                                  |

|  | Shuvuuia  |
|  |           |
|  | Mononykus |
|  |           |

|  | Parvicursor                      |
|  |                                  |
|  | alvarezsaurio de Tugriken Shireh |
|  |                                  |

|  | Shuvuuia  |
|  |           |
|  | Mononykus |
|  |           |

|  | Parvicursor                      |
|  |                                  |
|  | alvarezsaurio de Tugriken Shireh |
|  |                                  |

|  | Shuvuuia  |
|  |           |
|  | Mononykus |
|  |           |

|  | Parvicursor                      |
|  |                                  |
|  | alvarezsaurio de Tugriken Shireh |
|  |                                  |

|  | Shuvuuia  |
|  |           |
|  | Mononykus |
|  |           |

|  | Albertonykus                        |
|  |                                     |
|  | alvarezsaurio sin nombre (YPM 1049) |
|  |                                     |

|  | Parvicursor                      |
|  |                                  |
|  | alvarezsaurio de Tugriken Shireh |
|  |                                  |

|  | Shuvuuia  |
|  |           |
|  | Mononykus |
|  |           |

|  | Parvicursor                      |
|  |                                  |
|  | alvarezsaurio de Tugriken Shireh |
|  |                                  |

|  | Shuvuuia  |
|  |           |
|  | Mononykus |
|  |           |

|  | Parvicursor                      |
|  |                                  |
|  | alvarezsaurio de Tugriken Shireh |
|  |                                  |

|  | Shuvuuia  |
|  |           |
|  | Mononykus |
|  |           |

|  | Parvicursor                      |
|  |                                  |
|  | alvarezsaurio de Tugriken Shireh |
|  |                                  |

|  | Shuvuuia  |
|  |           |
|  | Mononykus |
|  |           |

|  | Albertonykus                        |
|  |                                     |
|  | alvarezsaurio sin nombre (YPM 1049) |
|  |                                     |

|  | Parvicursor                      |
|  |                                  |
|  | alvarezsaurio de Tugriken Shireh |
|  |                                  |

|  | Shuvuuia  |
|  |           |
|  | Mononykus |
|  |           |

|  | Parvicursor                      |
|  |                                  |
|  | alvarezsaurio de Tugriken Shireh |
|  |                                  |

|  | Shuvuuia  |
|  |           |
|  | Mononykus |
|  |           |

|  | Parvicursor                      |
|  |                                  |
|  | alvarezsaurio de Tugriken Shireh |
|  |                                  |

|  | Shuvuuia  |
|  |           |
|  | Mononykus |
|  |           |

|  | Parvicursor                      |
|  |                                  |
|  | alvarezsaurio de Tugriken Shireh |
|  |                                  |

|  | Shuvuuia  |
|  |           |
|  | Mononykus |
|  |           |

|  | Albertonykus                        |
|  |                                     |
|  | alvarezsaurio sin nombre (YPM 1049) |
|  |                                     |

|  | Parvicursor                      |
|  |                                  |
|  | alvarezsaurio de Tugriken Shireh |
|  |                                  |

|  | Shuvuuia  |
|  |           |
|  | Mononykus |
|  |           |

|  | Parvicursor                      |
|  |                                  |
|  | alvarezsaurio de Tugriken Shireh |
|  |                                  |

|  | Shuvuuia  |
|  |           |
|  | Mononykus |
|  |           |

|  | Parvicursor                      |
|  |                                  |
|  | alvarezsaurio de Tugriken Shireh |
|  |                                  |

|  | Shuvuuia  |
|  |           |
|  | Mononykus |
|  |           |

|  | Parvicursor                      |
|  |                                  |
|  | alvarezsaurio de Tugriken Shireh |
|  |                                  |

|  | Shuvuuia  |
|  |           |
|  | Mononykus |
|  |           |

|  | Albertonykus                        |
|  |                                     |
|  | alvarezsaurio sin nombre (YPM 1049) |
|  |                                     |

|  | Parvicursor                      |
|  |                                  |
|  | alvarezsaurio de Tugriken Shireh |
|  |                                  |

|  | Shuvuuia  |
|  |           |
|  | Mononykus |
|  |           |

|  | Parvicursor                      |
|  |                                  |
|  | alvarezsaurio de Tugriken Shireh |
|  |                                  |

|  | Shuvuuia  |
|  |           |
|  | Mononykus |
|  |           |

|  | Parvicursor                      |
|  |                                  |
|  | alvarezsaurio de Tugriken Shireh |
|  |                                  |

|  | Shuvuuia  |
|  |           |
|  | Mononykus |
|  |           |

|  | Parvicursor                      |
|  |                                  |
|  | alvarezsaurio de Tugriken Shireh |
|  |                                  |

|  | Shuvuuia  |
|  |           |
|  | Mononykus |
|  |           |

|  | Albertonykus                        |
|  |                                     |
|  | alvarezsaurio sin nombre (YPM 1049) |
|  |                                     |

|  | Parvicursor                      |
|  |                                  |
|  | alvarezsaurio de Tugriken Shireh |
|  |                                  |

|  | Shuvuuia  |
|  |           |
|  | Mononykus |
|  |           |

|  | Parvicursor                      |
|  |                                  |
|  | alvarezsaurio de Tugriken Shireh |
|  |                                  |

|  | Shuvuuia  |
|  |           |
|  | Mononykus |
|  |           |

|  | Parvicursor                      |
|  |                                  |
|  | alvarezsaurio de Tugriken Shireh |
|  |                                  |

|  | Shuvuuia  |
|  |           |
|  | Mononykus |
|  |           |

|  | Parvicursor                      |
|  |                                  |
|  | alvarezsaurio de Tugriken Shireh |
|  |                                  |

|  | Shuvuuia  |
|  |           |
|  | Mononykus |
|  |           |

|  | Albertonykus                        |
|  |                                     |
|  | alvarezsaurio sin nombre (YPM 1049) |
|  |                                     |

|  | Parvicursor                      |
|  |                                  |
|  | alvarezsaurio de Tugriken Shireh |
|  |                                  |

|  | Shuvuuia  |
|  |           |
|  | Mononykus |
|  |           |

|  | Parvicursor                      |
|  |                                  |
|  | alvarezsaurio de Tugriken Shireh |
|  |                                  |

|  | Shuvuuia  |
|  |           |
|  | Mononykus |
|  |           |

|  | Parvicursor                      |
|  |                                  |
|  | alvarezsaurio de Tugriken Shireh |
|  |                                  |

|  | Shuvuuia  |
|  |           |
|  | Mononykus |
|  |           |

|  | Parvicursor                      |
|  |                                  |
|  | alvarezsaurio de Tugriken Shireh |
|  |                                  |

|  | Shuvuuia  |
|  |           |
|  | Mononykus |
|  |           |

|  | Albertonykus                        |
|  |                                     |
|  | alvarezsaurio sin nombre (YPM 1049) |
|  |                                     |

|  | Parvicursor                      |
|  |                                  |
|  | alvarezsaurio de Tugriken Shireh |
|  |                                  |

|  | Shuvuuia  |
|  |           |
|  | Mononykus |
|  |           |

|  | Parvicursor                      |
|  |                                  |
|  | alvarezsaurio de Tugriken Shireh |
|  |                                  |

|  | Shuvuuia  |
|  |           |
|  | Mononykus |
|  |           |

|  | Parvicursor                      |
|  |                                  |
|  | alvarezsaurio de Tugriken Shireh |
|  |                                  |

|  | Shuvuuia  |
|  |           |
|  | Mononykus |
|  |           |

|  | Parvicursor                      |
|  |                                  |
|  | alvarezsaurio de Tugriken Shireh |
|  |                                  |

|  | Shuvuuia  |
|  |           |
|  | Mononykus |
|  |           |

|  | Albertonykus                        |
|  |                                     |
|  | alvarezsaurio sin nombre (YPM 1049) |
|  |                                     |

|  | Parvicursor                      |
|  |                                  |
|  | alvarezsaurio de Tugriken Shireh |
|  |                                  |

|  | Shuvuuia  |
|  |           |
|  | Mononykus |
|  |           |

|  | Parvicursor                      |
|  |                                  |
|  | alvarezsaurio de Tugriken Shireh |
|  |                                  |

|  | Shuvuuia  |
|  |           |
|  | Mononykus |
|  |           |

|  | Parvicursor                      |
|  |                                  |
|  | alvarezsaurio de Tugriken Shireh |
|  |                                  |

|  | Shuvuuia  |
|  |           |
|  | Mononykus |
|  |           |

|  | Parvicursor                      |
|  |                                  |
|  | alvarezsaurio de Tugriken Shireh |
|  |                                  |

|  | Shuvuuia  |
|  |           |
|  | Mononykus |
|  |           |

|  | Albertonykus                        |
|  |                                     |
|  | alvarezsaurio sin nombre (YPM 1049) |
|  |                                     |

|  | Parvicursor                      |
|  |                                  |
|  | alvarezsaurio de Tugriken Shireh |
|  |                                  |

|  | Shuvuuia  |
|  |           |
|  | Mononykus |
|  |           |

|  | Parvicursor                      |
|  |                                  |
|  | alvarezsaurio de Tugriken Shireh |
|  |                                  |

|  | Shuvuuia  |
|  |           |
|  | Mononykus |
|  |           |

|  | Parvicursor                      |
|  |                                  |
|  | alvarezsaurio de Tugriken Shireh |
|  |                                  |

|  | Shuvuuia  |
|  |           |
|  | Mononykus |
|  |           |

|  | Parvicursor                      |
|  |                                  |
|  | alvarezsaurio de Tugriken Shireh |
|  |                                  |

|  | Shuvuuia  |
|  |           |
|  | Mononykus |
|  |           |

|  | Albertonykus                        |
|  |                                     |
|  | alvarezsaurio sin nombre (YPM 1049) |
|  |                                     |

|  | Parvicursor                      |
|  |                                  |
|  | alvarezsaurio de Tugriken Shireh |
|  |                                  |

|  | Shuvuuia  |
|  |           |
|  | Mononykus |
|  |           |

|  | Parvicursor                      |
|  |                                  |
|  | alvarezsaurio de Tugriken Shireh |
|  |                                  |

|  | Shuvuuia  |
|  |           |
|  | Mononykus |
|  |           |

|  | Parvicursor                      |
|  |                                  |
|  | alvarezsaurio de Tugriken Shireh |
|  |                                  |

|  | Shuvuuia  |
|  |           |
|  | Mononykus |
|  |           |

|  | Parvicursor                      |
|  |                                  |
|  | alvarezsaurio de Tugriken Shireh |
|  |                                  |

|  | Shuvuuia  |
|  |           |
|  | Mononykus |
|  |           |

|  | Albertonykus                        |
|  |                                     |
|  | alvarezsaurio sin nombre (YPM 1049) |
|  |                                     |

|  | Parvicursor                      |
|  |                                  |
|  | alvarezsaurio de Tugriken Shireh |
|  |                                  |

|  | Shuvuuia  |
|  |           |
|  | Mononykus |
|  |           |

|  | Parvicursor                      |
|  |                                  |
|  | alvarezsaurio de Tugriken Shireh |
|  |                                  |

|  | Shuvuuia  |
|  |           |
|  | Mononykus |
|  |           |

|  | Parvicursor                      |
|  |                                  |
|  | alvarezsaurio de Tugriken Shireh |
|  |                                  |

|  | Shuvuuia  |
|  |           |
|  | Mononykus |
|  |           |

|  | Parvicursor                      |
|  |                                  |
|  | alvarezsaurio de Tugriken Shireh |
|  |                                  |

|  | Shuvuuia  |
|  |           |
|  | Mononykus |
|  |           |

|  | Albertonykus                        |
|  |                                     |
|  | alvarezsaurio sin nombre (YPM 1049) |
|  |                                     |

|  | Parvicursor                      |
|  |                                  |
|  | alvarezsaurio de Tugriken Shireh |
|  |                                  |

|  | Shuvuuia  |
|  |           |
|  | Mononykus |
|  |           |

|  | Parvicursor                      |
|  |                                  |
|  | alvarezsaurio de Tugriken Shireh |
|  |                                  |

|  | Shuvuuia  |
|  |           |
|  | Mononykus |
|  |           |

|  | Parvicursor                      |
|  |                                  |
|  | alvarezsaurio de Tugriken Shireh |
|  |                                  |

|  | Shuvuuia  |
|  |           |
|  | Mononykus |
|  |           |

|  | Parvicursor                      |
|  |                                  |
|  | alvarezsaurio de Tugriken Shireh |
|  |                                  |

|  | Shuvuuia  |
|  |           |
|  | Mononykus |
|  |           |

|  | Albertonykus                        |
|  |                                     |
|  | alvarezsaurio sin nombre (YPM 1049) |
|  |                                     |

|  | Parvicursor                      |
|  |                                  |
|  | alvarezsaurio de Tugriken Shireh |
|  |                                  |

|  | Shuvuuia  |
|  |           |
|  | Mononykus |
|  |           |

|  | Parvicursor                      |
|  |                                  |
|  | alvarezsaurio de Tugriken Shireh |
|  |                                  |

|  | Shuvuuia  |
|  |           |
|  | Mononykus |
|  |           |

|  | Parvicursor                      |
|  |                                  |
|  | alvarezsaurio de Tugriken Shireh |
|  |                                  |

|  | Shuvuuia  |
|  |           |
|  | Mononykus |
|  |           |

|  | Parvicursor                      |
|  |                                  |
|  | alvarezsaurio de Tugriken Shireh |
|  |                                  |

|  | Shuvuuia  |
|  |           |
|  | Mononykus |
|  |           |